# Natação nos Jogos Pan-Americanos de 2019 - Revezamento 4x100 m livre feminino
As competições do revezamento 4x100 metros livre feminino da natação nos Jogos Pan-Americanos de 2019 foram realizadas em 6 de agosto no Centro Aquático Nacional, em Lima, no Peru. 

## Calendário
Horário local (UTC-5).
| Data        | Horário | Fase  |
| ----------- | ------- | ----- |
| 6 de agosto | 22:17   | Final |

## Medalhistas
|  | USA Estados Unidos                               |  | BRA Brasil                                                       |  | CAN Canadá                                              |
|  | Lia Neal Claire Rasmus Kendyl Stewart Margo Geer |  | Etiene Medeiros Larissa Oliveira Manuella Lyrio Daynara de Paula |  | Alyson Ackman Kyla Leibel Katerine Savard Alexia Zevnik |

## Recordes
Antes desta competição, os recordes mundiais e pan-americanos da prova eram os seguintes:
| Tipo                             | Atleta | Tempo   | Local      | Data                |
| -------------------------------- | --- | ------- | ---------- | ------------------- |
|                                  | Austrália · Shayna Jack (54.03) · Bronte Campbell (52.03) · Emma McKeon (52.99) · Cate Campbell (51.00)               | 3m30s05 | Gold Coast | 5 de abril de 2018  |
| Recorde dos Jogos Pan-Americanos | Canadá · Sandrine Mainville (54.43) · Michelle Toro (54.42) · Katerine Savard (54.53) · Chantal van Landeghem (53.42) | 3m36s80 | Toronto    | 14 de julho de 2015 |

## Resultado final
A final foi realizada em 6 de agosto. 
| Pos.              | Raia | Nadadores                                                                                            | Nacionalidade      | Tempo   | Notas |
| ----------------- | ---- | --- | ------------------ | ------- | ----- |
| Medalha de ouro   | 4    | Lia Neal (55.67) Claire Rasmus (54.51) Kendyl Stewart (55.05) Margo Geer (54.36)                     | USA Estados Unidos | 3:39.59 |       |
| Medalha de prata  | 3    | Etiene Medeiros (55.54) Larissa Oliveira (54.46) Manuella Lyrio (55.28) Daynara de Paula (55.11)     | BRA Brasil         | 3:40.39 |       |
| Medalha de bronze | 5    | Alyson Ackman (55.79) Kyla Leibel (55.75) Katerine Savard (55.44) Alexia Zevnik (54.03)              | CAN Canadá         | 3:41.01 |       |
| 4                 | 6    | Andrea Santander (58.73) Fabiana Pesce (59.29) Carla González (58.21) Jeserik Pinto (57.66)          | VEN Venezuela      | 3:53.89 |       |
| 5                 | 1    | McKenna DeBever (57.06) Rafaela Fernandini (59.29) Alexia Sotomayor (59.54) Jessica Cattaneo (58.81) | PER Peru           | 3:54.70 |       |
| 6                 | 7    | Ariel Weech (59.19) Lillian Higgs (59.31) Margaret Higgs (58.80) Laura Morley (59.38)                | BAH Bahamas        | 3:56.68 |       |
| 7                 | 8    | Ireyra Tamayo (59.66) Emily Santos (1:04.83) Nimia Murua (1:00.55) Catherine Cooper (1:00.12)        | PAN Panamá         | 4:05.16 |       |
|                   | 2    | Tayde Revilak (57.93) Athena Meneses María Mata Monika González                                      | MEX México         | DSQ     |       |

Legenda
| Recorde mundial                  | Recorde mundial (World record)               |                       | Recorde africano                      | Recorde africano (African) |                                           | Q | Classificado por posição (Qualified) |
| Recorde dos Jogos Pan-Americanos | Recorde pan-americano (Pan-American record)  | Recorde da América    | Recorde da América (Americas)         | q                          | Classificado por melhor tempo (Qualified) |   |                                      |
| Melhor marca do ano              | Melhor marca do ano (World leading)          | Recorde asiático      | Recorde asiático (Asian)              | DNS                        | Não largou (Did not start)                |   |                                      |
| Recorde nacional                 | Recorde nacional (National record)           | Recorde europeu       | Recorde europeu (European)            | DNF                        | Não terminou (Did not finish)             |   |                                      |
| Recorde pessoal                  | Recorde pessoal do atleta (Personal best)    | Recorde da Oceania    | Recorde da Oceania (Oceania)          | DSQ / DQ                   | Desclassificado (Disqualified)            |   |                                      |
| Recorde da temporada             | Recorde da temporada do atleta (Season best) | Recorde sul-americano | Recorde sul-americano (South America) | NM                         | Sem marca (No mark)                       |   |                                      |